# Peter Kleinert (Journalist)
Peter Kleinert (* 6. August 1937 in Maltsch an der Oder; † 6. Februar 2016) war ein deutscher Journalist und Dokumentarfilmer.

## Leben
Kleinert arbeitete Mitte der 1970er Jahre als Redakteur beim Kölner Stadt-Anzeiger. Dort wurde er wegen seiner Mitarbeit an dem Dokumentarfilm „Immer auf der Seite der Opfer“ im Jahr 1976 über die Probleme von Journalisten über die skandalöse Zustände in einem Chemiebetrieb des Flick-Konzerns zu berichten, entlassen.
1987 gehörte er zu den Mitbegründern von Kanal 4, einem unabhängigen Fernsehsender in NRW. Das Programm lief im Regionalfenster von RTL und Sat1 und wurde auf Druck der beiden Privatsender 1998 wieder geschlossen. 1998 initiierte er die Kölner Woche als kurzlebige Wochenzeitung und 2005 das Blog NRhZ-Online.
Kleinert war nordrhein-westfälischer Landesvorsitzender und stellvertretender Bundesvorsitzender der Berufsgruppe Deutsche Journalisteninnen- und Journalisten Union (dju) in der Industriegewerkschaft Druck und Papier.
Kleinert war in zweiter Ehe mit der Künstlerin Marianne Tralau verheiratet.